# Egon Ryan Seconds
Pas d'image ? Cliquez ici

a Compétitions nationales et continentales officielles uniquement.

Dernière mise à jour le 14 novembre 2012.
Egon Ryan Seconds, né le 16 novembre 1980 au Cap (Afrique du Sud), est un joueur sud-africain de rugby à XV évoluant au poste d'ailier. Après sa carrière de joueur, il devient arbitre de rugby à XV.

## Biographie
Egon Ryan Seconds signe au SC Albi à l'été 2006 pour jouer dans le Top 14.